# Sebastián Riep
Sebastián Riep (20 februari 1976) is een voormalig Argentijns voetballer.

## Carrière
Sebastián Riep speelde in 1997 voor Avispa Fukuoka.